# 1995 en musique classique
| \| • Retour à la chronologie générale de la musique classique • \| |
| Grèce • Rome • Haut Moyen Âge • VIIIe siècle • IXe siècle • Xe siècle • XIe siècle XIIe siècle • XIIIe siècle • XIVe siècle • XVe siècle • XVIe siècle • XVIIe siècle XVIIIe siècle • XIXe siècle • XXe siècle • XXIe siècle |
| • Retour à la chronologie générale de la musique classique • |

| Années en musique classique : 1992 - 1993 - 1994 - 1995 - 1996 - 1997 - 1998    |
| Décennies en musique classique : 1960 - 1970 - 1980 - 1990 - 2000 - 2010 - 2020 |

## Événements

### Créations
- 7 mars : City Life de Steve Reich, créé à Metz dirigé par David Robertson.
- 22 juin : Historia von D. Johann Fausten, opéra d'Alfred Schnittke, créé au Staatsoper de Hambourg sous la direction de Gerd Albrecht.
- 15 octobre : Le Faucon, opéra de Dmitri Bortnianski, joué pour la première fois en 1786, créé dans une version en ukrainien en Ukraine.
- 10 novembre : Gervaise Macquart, opéra de Giselher Klebe, créé au Deutsche Oper am Rhein, Düsseldorf, Allemagne, sous la direction d’August Everding (de)
- 8 décembre : la Symphonie no 3, de Krzysztof Penderecki, créée par l'Orchestre philharmonique de Munich sous la direction du compositeur.

#### Date indéterminée
- Requiem de la Réconciliation œuvre écrite en collaboration par 14 compositeurs pour célébrer le 50e anniversaire de la fin de la Seconde Guerre mondiale.

### Autres
- 1er janvier : concert du nouvel an de l'orchestre philharmonique de Vienne au Musikverein, dirigé par Zubin Mehta.
- Janvier : Création de La Folle Journée, festival de musique classique à Nantes.
- 7 décembre : Inauguration de la Cité de la musique conçue par Christian de Portzamparc à Paris dans le Parc de la Villette.

#### Date indéterminée
- Fondation de l'ensemble de musique baroque autrichien Ars Antiqua Austria.
- Fondation de l'ensemble de musique baroque belge Les Agrémens.
- Fondation du Swedish Chamber Orchestra.

### Prix
- Giselher Klebe reçoit le Prix Hans-Werner-Henze.
- Pekka Kuusisto obtient le 1er prix de violon du Concours international de violon Jean Sibelius.
- Sir Harrison Birtwistle reçoit le Prix Ernst von Siemens.
- Mstislav Rostropovitch reçoit le Prix Polar Music.
- Hanno Müller-Brachmann, baryton-basse, reçoit le Prix Brahms.
- Yuri Bashmet reçoit le Léonie Sonning Music Award.
- Hans Werner Henze reçoit le Westfälischer Musikpreis (qui portera son nom par la suite).
- Karlheinz Stockhausen reçoit le Prix Bach de la Ville libre et hanséatique de Hambourg.
- John Adams reçoit le Grawemeyer Award pour le Concerto pour violon .
- Joan Guinjoan reçoit le Prix national de musique de Catalogne.

## Naissances

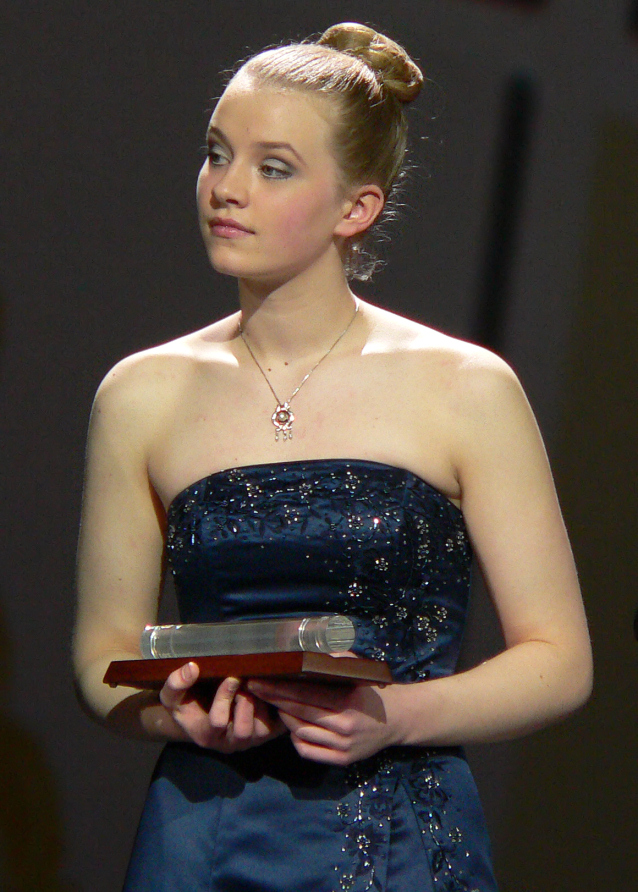
Elisabeth Brauß

- 19 janvier : Elisabeth Brauß, pianiste allemande.
- 21 janvier : Tomasz Ritter, pianiste polonais.
- 23 mars : Jan Lisiecki, pianiste canadien.
- 28 juillet : James S. Kahane, chef d'orchestre franco-allemand.
- 23 septembre : Aimi Kobayashi, pianiste japonaise.
- 8 octobre : Hildegarde Fesneau, violoniste française.

### Date indéterminée
- Mikhaïl Bouzine, pianiste russe.

## Décès

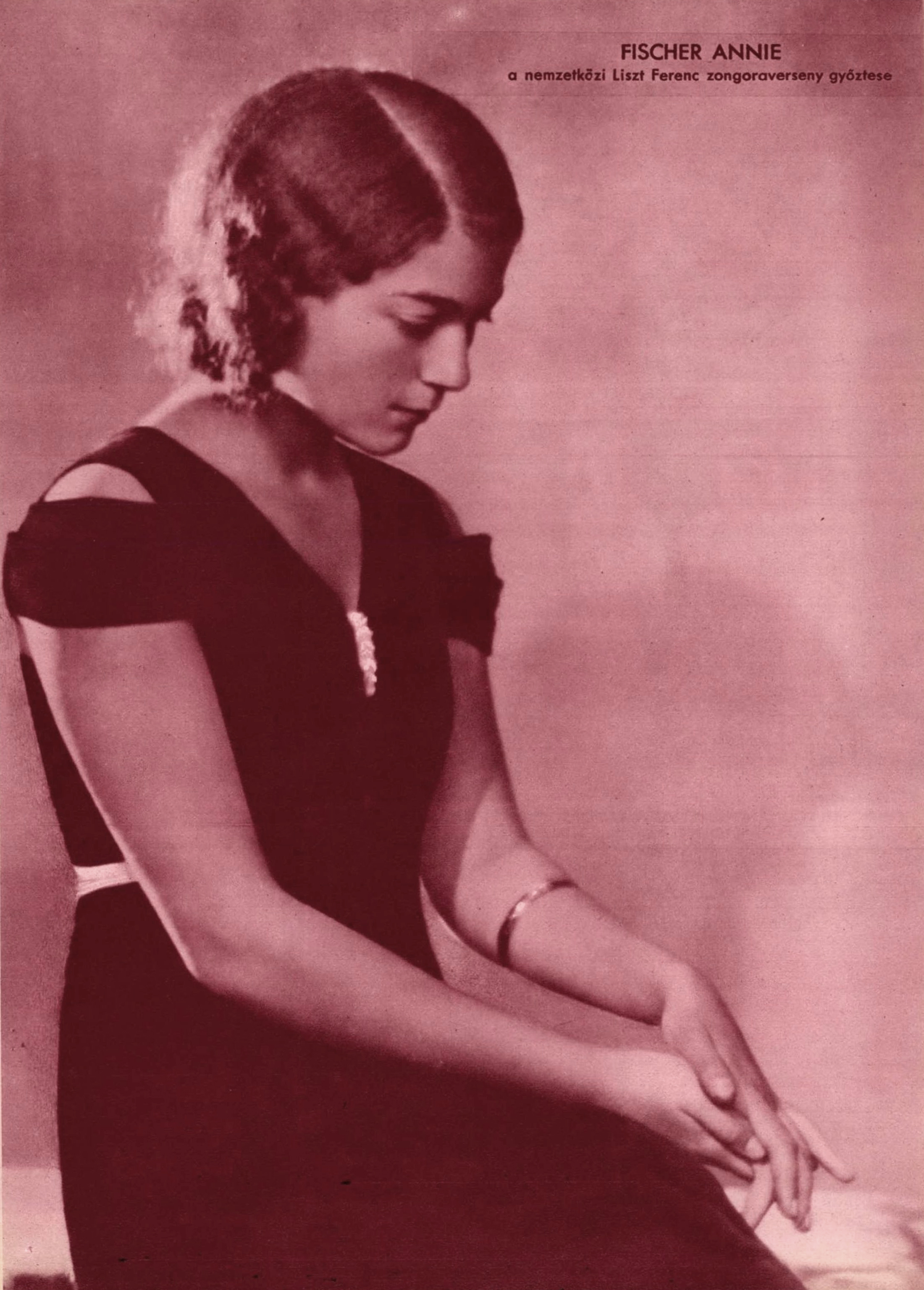
Annie Fischer

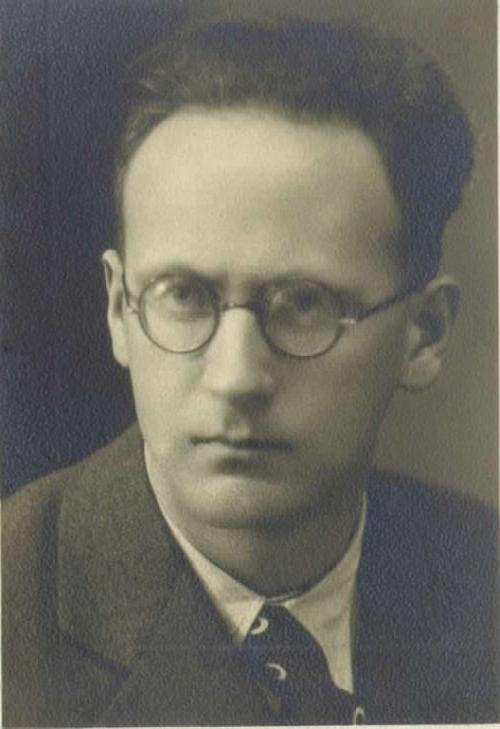
Marijan Lipovšek

- 1er janvier : H. E. Erwin Walther, pédagogue et compositeur allemand (° 1er avril 1920).
- 4 janvier : Eduardo Mata, chef d'orchestre et compositeur mexicain (° 5 septembre 1942).
- 5 janvier : Francis Lopez, compositeur de musique français (° 15 juin 1916).
- 14 janvier : Alexander Gibson, chef d'orchestre écossais (° 11 février 1926).
- 20 janvier : Suzanne Sohet, pédagogue et compositrice française (° 1er mai 1908).
- 26 janvier : Geoffrey Parsons, pianiste australien (° 15 juin 1929).
- 29 janvier : Ferruccio Tagliavini, ténor italien (° 15 août 1913).
- 3 février : Andrei Nikolsky, pianiste belge d'origine russe (° 1959).
- 7 février : Jean Giraudeau, artiste lyrique, chef d'orchestre et directeur de théâtre français (° 1er juillet 1916).
- 28 février : Max Rudolf, chef d'orchestre allemand (° 15 juin 1902).
- 16 mars : Heinrich Sutermeister, compositeur suisse (° 12 août 1910).
- 19 mars : Wolfgang Plath, musicologue allemand spécialisé dans les études sur Mozart (° 27 décembre 1930).
- 23 mars : Françoise Renet, organiste, concertiste, improvisatrice et pédagogue française (° 20 mai 1924).
- 10 avril : 
  - Annie Fischer, pianiste hongroise (° 5 juillet 1914).
  - Anja Ignatius, violoniste et professeur de musique finlandaise (° 2 juillet 1911).
- 13 avril : Joseph Villa, pianiste américain (° 9 août 1948).
- 25 avril : Frieda Belinfante, violoncelliste et chef d'orchestre néerlandaise (° 10 mai 1904).
- 3 mai : Adèle Marcus, pianiste américaine (° 22 février 1906).
- 4 mai : Louis Krasner, violoniste américain (° 21 juin 1903).
- 12 mai : Sylvain Vouillemin, compositeur, pianiste et chef d'orchestre belge (° 21 mars 1910).
- 17 mai : Norbert Bourdon, clarinettiste français  (° 6 juillet 1934).
- 18 mai : André-François Marescotti, compositeur suisse (° 30 avril 1902).
- 12 juin : 
  - Arturo Benedetti Michelangeli, pianiste italien (° 5 janvier 1920).
  - Marcel Rubin, compositeur, chef d'orchestre, critique de musique autrichien (° 7 juillet 1905).
  - Julius Bürger, compositeur, pianiste et chef d'orchestre autrichien puis américain († 11 mars 1897).
- 27 juin : Efrem Kurtz, chef d'orchestre américain d'origine russe (° 7 novembre 1900).
- 7 juillet : Marga Höffgen, contralto allemande (° 26 avril 1921).
- 8 juillet : Paul Bonneau, chef d'orchestre et compositeur français (° 14 septembre 1918).
- 16 juillet : Charles Bruck, chef d’orchestre franco-hongrois (° 2 mai 1911).
- 2 août : Irwin Bazelon, compositeur américain (° 4 juin 1922).
- 6 août : André Fleury, organiste, compositeur, pianiste et pédagogue français (° 25 juillet 1903).
- 10 août : Aldo Protti, baryton italien (° 19 juillet 1920).
- 21 août : Anatole Fistoulari, chef d'orchestre britannique (° 20 août 1907).
- 29 août : Pierre-Max Dubois, compositeur français (° 1er mars 1930).
- 2 septembre : Václav Neumann, chef d'orchestre, violoniste et altiste tchèque (° 29 septembre 1920).
- 8 septembre : Erich Kunz, baryton autrichien (° 20 mai 1909).
- 11 octobre : Isolde Ahlgrimm, claveciniste autrichienne (° 31 juillet 1914).
- 12 octobre : Pierre Doukan, violoniste, compositeur et pédagogue français (° 16 octobre 1927).
- 16 octobre : Alan Bush, pianiste et compositeur britannique (° 22 décembre 1900).
- 3 novembre : Isang Yun, compositeur (° 17 septembre 1917).
- 17 novembre : Salvatore Martirano, compositeur américain (° 12 janvier 1927).
- 30 novembre : Niklaus Aeschbacher, compositeur et chef d'orchestre suisse (° 30 avril 1917).
- 6 décembre : Claire Polin, flûtiste, compositrice et musicologue américaine (° 1er janvier 1926).
- 25 décembre :
  - Nicolas Slonimsky, musicologue, chef d’orchestre, compositeur et écrivain américain (° 27 avril 1894).
  - Marijan Lipovšek, compositeur, pianiste, photographe et pédagogue slovène (° 26 janvier 1910).
- 27 décembre : Shura Cherkassky, pianiste américain né russe (° 7 octobre 1909).
- 28 décembre : 
  - Michel Michelet, compositeur d'origine russe (° 14 juillet 1894).
  - Armand Panigel, musicologue et cinématologue français (° 15 octobre 1920).